# 绍利·尼尼斯托
绍利·韦伊内默·尼尼斯托（芬蘭語發音：[ˈsɑu̯li 'væi̯næmœ 'niːnistœ]，1948年8月24日—），芬兰政治人物、芬兰民族联合党籍，2012年3月至2024年3月担任芬兰总统，是自1956年以来的首位右翼總統。在2018年1月28日举行的总统选举中，尼尼斯托以62.7%的得票率赢得选举而连任总统。

## 政治生涯

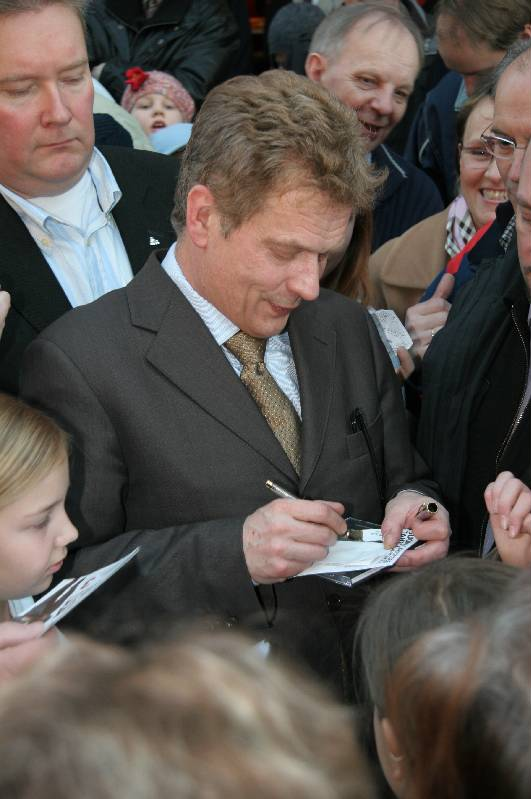
2006年1月28日正在签名的尼尼斯托

1987年當選西南芬蘭區選區的芬兰国会议员，1994年至2001年任芬蘭民族聯合黨主席。
他曾是一名律师，从1996年到2003年担任过财政部长，并在2006年总统选举中代表联合党参选。2007年到2011年担任议会议长。自从2002年以来还担任欧洲人民党的荣誉主席，2009年至2012年他兼任芬兰足球协会的主席。
在2012年1月22日的第一轮总统选举中，他在八名候选人中获得37.0%的得票率名列第一位，后来与得票第二位（18.8%）来自于左翼綠色聯盟的佩卡·哈維斯托进入2月5日的第二轮对决，以62.6%对37.4%的结果胜出。他于2012年3月1日正式就任芬兰总统。他成為芬蘭56年來首位右翼總統，以及同時總統和總理同屬右翼政黨。
2017年5月尼尼斯托宣布将以独立候选人的身份参加2018年的总统竞选。在2018年1月28日举行的总统选举中，尼尼斯托以62.7%的得票率遥遥领先其他候选人而连任总统。

## 政治观点
尼尼斯托曾把自己的政治观点用“資產階級”（芬蘭語：porvari）这个词来表达。在2005年的采访中他阐明他把这个词跟政治右翼、正义和不伤害他人的个人主义联系起来。
在2012年的总统竞选中他申明他想要废除总统赦免囚犯的权力。在总统期间他也遵循这一方针，在他任期的第一年内他只赦免了一位囚犯。他提及到他支持双语教育（在芬兰，芬兰语和瑞典语同为官方语言，中小学生必须学习自己母语之外的另一官方语言）。他反对同性婚姻，尽管他支持同性伴侣拥有共同姓氏和收养小孩的权利。他支持安乐死，但是前提条件是必须有严格的法律条款。
关于芬兰加入北约的问题尼尼斯托在2012年竞选时认为还不是时候。他认为芬兰应该在北约允许的范围内加强欧洲防务合作。是否加入北约应该由全民投票来决定。当选总统后他不认为在他的任期内有需要来讨论北约成员事宜，而支持欧盟共同防御政策的进一步发展。但2022年俄罗斯入侵乌克兰之后大量芬兰人转而支持加入北约，尼尼斯托于同年5月15日的记者会上和总理桑娜·马林表示芬兰将申请加入北约，两天后议会以压倒性优势通过了申请北约的提案。
在经济政策上尼尼斯托强调节省、工作和创业。他认为工龄的延长可以例如用缩短大学学习时间和优惠退休人员半天工作来实现。在2012年的竞选中他要求加重对非法罢工的惩罚，但这引起了工会的反对。

## 个人生活

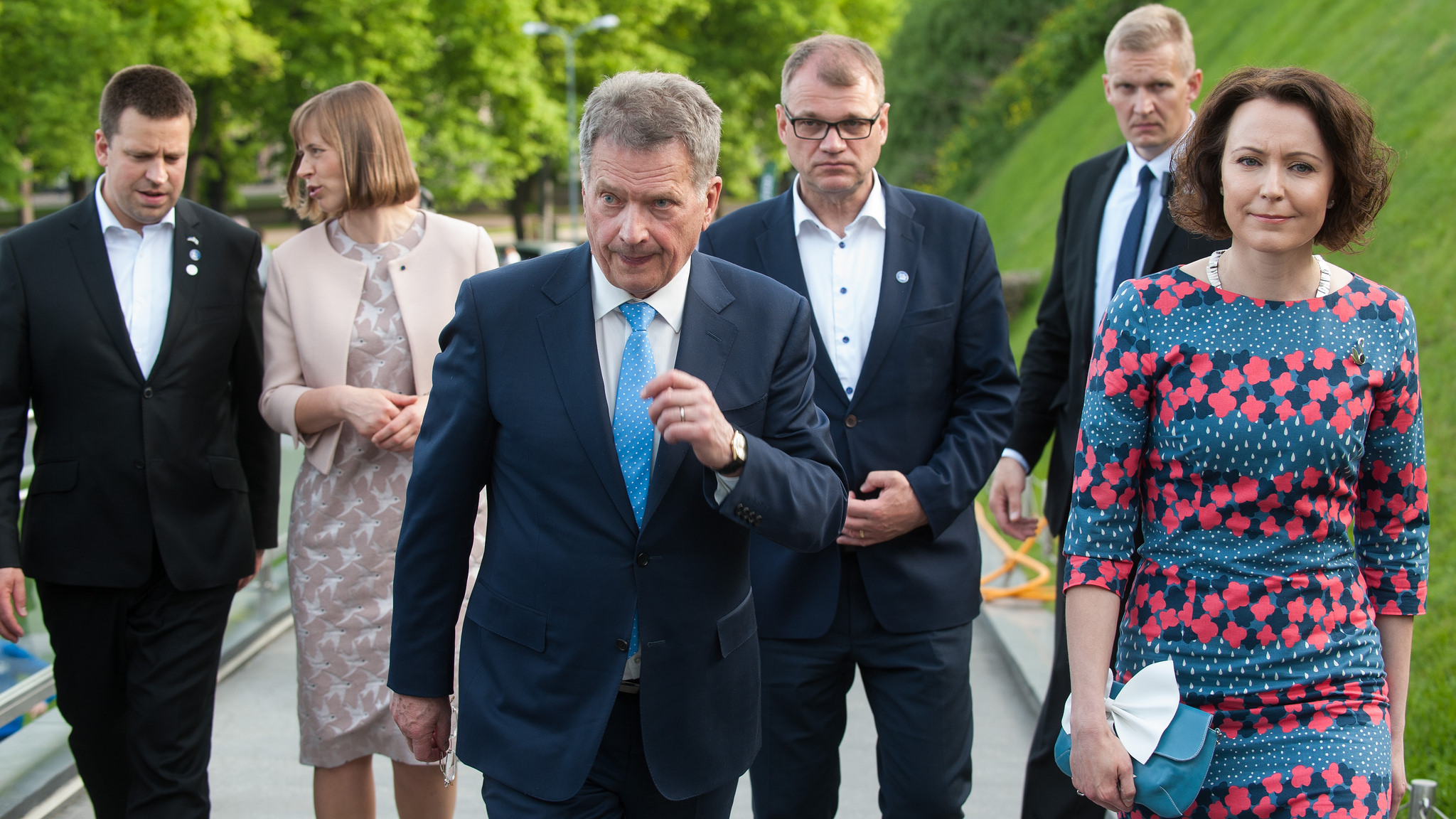
尼尼斯托与他的妻子燕妮·豪基奥（2017年6月10日）

尼尼斯托跟他的第一任妻子玛尔娅-莱娜·尼尼斯托（Marja-Leena Niinistö，娘家姓为Alanko）在1974年结婚，他们有两个儿子：努蒂（Nuutti，生于1975年）和马蒂亚斯（Matias，生于1980年）。玛尔娅-莱娜于1995年1月一场车祸中去世。
在担任部长时期，作为一名单身男子，尼尼斯托曾与来自于中间党的国会女议员塔妮娅·卡尔佩拉（Tanja Karpela，2003年到2007年担任文化部长）有过一段感情。在外界压力下，两人曾于2003年订婚，不过却于2004年分手。
2009年1月他与燕妮·豪基奥（1977年出生）结婚，他们的儿子阿罗（Aaro）于2018年2月出生。
他是2004年印度洋大地震的幸存者。当时正在泰国镐立的他与他儿子马蒂亚斯一起爬到电线杆上避过海啸。
他的侄子维勒·尼尼斯托为绿色联盟的从政人物，维勒曾从2007年至2019年担任芬兰议会议员，并于2019年起担任欧洲议会议员。
尼尼斯托和豪基奥曾经拥有一条名为伦努的波士顿梗，其多次出现于正式场合，并于2017年成为了网络迷因。

## 荣誉

### 外国勋章奖章
- 大象勋章（丹麦，2013年4月4日[22]）
- 白隼大十字勋章附颈饰（英语：Order of the Falcon）（冰岛，2013年5月28日[23]）
- 一等智者雅罗斯拉夫王公勋章（乌克兰，2021年8月23日公布[24]）